# 土樽パーキングエリア

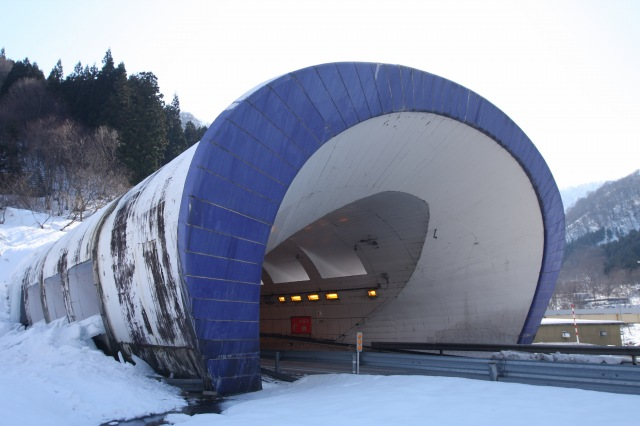
上り線構内より見た関越トンネルの入り口

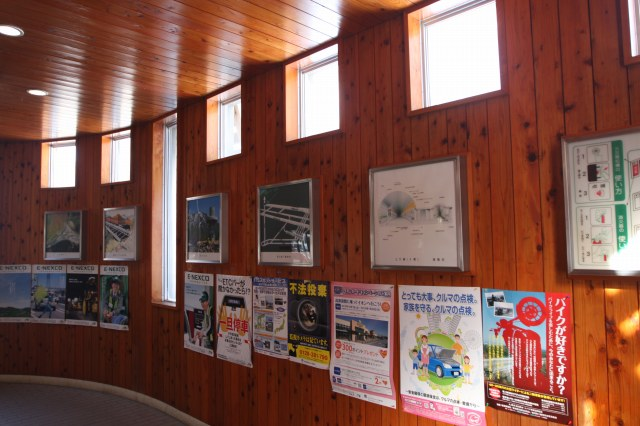
上り線施設内部。関越トンネルの概要を説明するコーナーが設置されている。

土樽パーキングエリア（つちたるパーキングエリア）は、新潟県南魚沼郡湯沢町土樽にある、関越自動車道のパーキングエリア。

## 概要
関越トンネルの北側に位置しており、トンネルに出入りする車両に対して、タイヤチェーンを脱着させることを目的に設置されたものである。
関越トンネルは、金属製のタイヤチェーンの装着が禁止されている。冬季にチェーン規制が実施される際には関越トンネル南側の谷川岳PA同様、全ての車を当PAへ誘導してタイヤの確認が行われる。このため、谷川岳PA同様に渋滞が発生しやすい。
PA自体の設備はトイレと自動販売機のみで売店などはないが、駐車場の広さはサービスエリア並みである上に駐車場のほぼ全域に消雪パイプが行き渡っており、積雪の影響無くスムーズな着脱が可能となっている。開通当初はチェーンの脱着所だったので、トイレも存在しなかった。
また、関越トンネルは核燃料以外の危険物運搬車の通行が禁止されているので、該当車両用に上り線から下り線への緊急退出路が設置されている。

## 道路
- E17 関越自動車道

## 施設

### 上り線（東京方面）
- 駐車場
  - 大型 13台
  - 小型 134台
- トイレ
  - 男性 大3（和式1・洋式2）・小9
  - 女性 10（和式2・洋式8）
    - 同伴の男児用 1

  - 車椅子用 1
- 自動販売機
- 関越トンネル建設の碑

### 下り線（長岡方面）
- 駐車場
  - 大型 22台
  - 小型 174台
- トイレ
  - 男性 大3（和式1・洋式2）・小7
  - 女性 8（和式2・洋式6）
    - 同伴の男児用 1

  - 車椅子用 1
- 自動販売機

## 隣
E17 関越自動車道
(15)水上IC - 谷川岳PA - 関越TN - 土樽PA - (16)湯沢IC